# Lijst van Europese wedstrijden van PBK CSKA Moskou
De Russische basketbalclub PBK CSKA Moskou speelt sinds 1960 wedstrijden in Europese competities. Hieronder volgt een overzicht van de gespeelde wedstrijden per seizoen.

## Overzicht
| Seizoen | Competitie                  | Ronde | Land | Club | Score | Totaal Score | |
| ------- | --------------------------- | ----- | --- | --- | --- | --- | --- |
| 1960/61 | FIBA European Champions Cup | 2R    | Vlag van Frankrijk | Étoile de Charleville-Mézières | 68-28, 95-35 | 163-63 | |
|         |                             | 1/4   | Vlag van Polen | Legia Warschau | 98-72, 85-73 | 183-145 | |
|         |                             | 1/2   | Vlag van Roemenië (1952-1965) | Steaua București | 98-58, 73-57 | 171-115 | |
|         |                             | F     | Vlag van Sovjet-Unie | SKA Riga | 87-62, 61-66 | 148-128 | |
| 1961/62 | FIBA European Champions Cup | 1/4   | Vlag van Tsjecho-Slowakije | Iskra Svit | 85-53, 55-57 | 140-110 | |
|         |                             | 1/2   | Vlag van Sovjet-Unie | Dinamo Tbilisi | 71-75, 66-77 | 137-152 | |
| 1962/63 | FIBA European Champions Cup | 1R    | Vlag van Duitse Democratische Republiek | Vorwärts Leipzig | 82-51, 70-40 | 152-91 | |
|         |                             | 2R    | Vlag van Bulgarije (1948-1967) | Levski Sofia | 83-55, 94-49 | 177-104 | |
|         |                             | 1/4   | Vlag van Polen | Wisła Kraków | 72-75, 80-47 | 152-122 | |
|         |                             | 1/2   | Vlag van Sovjet-Unie | Dinamo Tbilisi | 76-59, 79-78 | 155-137 | |
|         |                             | F     | Vlag van Spanje (11 okt. 1945- 20 jan. 1977) | Real Madrid | 69-86, 91-74, 99-80 | 259-240 | |
| 1963/64 | FIBA European Champions Cup | 1/4   | CSKA Moskou trok zich voor de wedstrijd terug. De "officiële" verklaring van de Sovjet-basketbalfederatie was om zich op de Olympische Spelen voor te bereiden. | CSKA Moskou trok zich voor de wedstrijd terug. De "officiële" verklaring van de Sovjet-basketbalfederatie was om zich op de Olympische Spelen voor te bereiden. | CSKA Moskou trok zich voor de wedstrijd terug. De "officiële" verklaring van de Sovjet-basketbalfederatie was om zich op de Olympische Spelen voor te bereiden. | CSKA Moskou trok zich voor de wedstrijd terug. De "officiële" verklaring van de Sovjet-basketbalfederatie was om zich op de Olympische Spelen voor te bereiden. | CSKA Moskou trok zich voor de wedstrijd terug. De "officiële" verklaring van de Sovjet-basketbalfederatie was om zich op de Olympische Spelen voor te bereiden. |
| 1964/65 | FIBA European Champions Cup | 1/4   | Vlag van Polen | Wisła Kraków | 68-62, 94-60 | 162-122 | |
|         |                             | 1/2   | Vlag van Italië | Ignis Varese | 58-57, 69-67 | 127-124 | |
|         |                             | F     | Vlag van Spanje (11 okt. 1945- 20 jan. 1977) | Real Madrid | 88-81, 62-76 | 150-157 | |
| 1965/66 | FIBA European Champions Cup | 2R    | Vlag van Duitse Democratische Republiek | Vorwärts Leipzig | 87-66, 88-57 | 175-123 | |
|         |                             | Groep | Vlag van Bulgarije (1948-1967) | CSKA Sofia | 77-64, 78-63 | 155-127 | |
|         |                             |       | Vlag van Griekenland (1822-1970 en 1975-1978) | AEK Athene | 66-74, 81-48 | 147-122 | |
|         |                             |       | Vlag van Joegoslavië (1943-1992) | KK Zadar | 79-49, 84-87 | 163-136 | |
|         |                             | 1/2   | Vlag van Italië | Simmenthal Milano | 57-68 | | |
|         |                             | 3e/4e | Vlag van Griekenland (1822-1970 en 1975-1978) | AEK Athene | 85-62 | | |
| 1968/69 | FIBA European Champions Cup | 2R    | Vlag van Duitse Democratische Republiek | Vorwärts Leipzig | 66-54, 75-72 | 141-126 | |
|         |                             | Groep | Vlag van Bulgarije (1967-1971) | BK Akademik | 85-57, 54-83 | 139-140 | |
|         |                             |       | Vlag van Joegoslavië (1943-1992) | KK Zadar | 83-75, 74-73 | 157-148 | |
|         |                             |       | Vlag van Spanje (11 okt. 1945- 20 jan. 1977) | Real Madrid | 69-67, 89-78 | 158-145 | |
|         |                             | 1/2   | Vlag van Tsjecho-Slowakije | TJ Spartak ZJŠ Brno | 101-66, 83-92 | 184-158 | |
|         |                             | F     | Vlag van Spanje (11 okt. 1945- 20 jan. 1977) | Real Madrid | 103-99 (2xOT) | | |
| 1969/70 | FIBA European Champions Cup | Groep | Vlag van Joegoslavië (1943-1992) | Rode Ster Belgrado | 85-82, 92-105 | 177-187 | |
|         |                             |       | Vlag van Italië | Ignis Varese | 83-60, 79-59 | 162-119 | |
|         |                             |       | Vlag van Frankrijk | ASVEL Basket | 109-70, 89-99 | 198-169 | |
|         |                             | 1/2   | Vlag van Tsjecho-Slowakije | Slavia Praag | 107-79, 113-75 | 220-154 | |
|         |                             | F     | Vlag van Italië | Ignis Varese | 74-79 | | |
| 1970/71 | FIBA European Champions Cup | 2R    | Vlag van Hongarije | BC Honvéd Boedapest | 102-72, 93-67 | 195-139 | |
|         |                             | Groep | Vlag van Spanje (11 okt. 1945- 20 jan. 1977) | Real Madrid | 73-66, 58-60 | 131-126 | |
|         |                             |       | Vlag van Bulgarije (1948-1967) | Akademik Sofia | 95-74, 81-78 | 176-152 | |
|         |                             |       | Vlag van België | Standard BC Luik | 97-66, 111-70 | 208-136 | |
|         |                             | 1/2   | Vlag van Tsjecho-Slowakije | Slavia Praag | 68-83, 94-67 | 162-150 | |
|         |                             | F     | Vlag van Italië | Ignis Varese | 67-53 | | |
| 1972/73 | FIBA European Champions Cup | 2R    | Vlag van Zwitserland | Stade Français Genève | 121-92, 121-80 | 242-172 | |
|         |                             | Groep | Vlag van Roemenië | Dinamo Boekarest | 94-80, 83-64 | 177-144 | |
|         |                             |       | Vlag van Tsjecho-Slowakije | Slavia Praag | 94-79, 76-77 | 170-156 | |
|         |                             |       | Vlag van Italië | Ignis Varese | 97-76, 78-65 | 175-141 | |
|         |                             | 1/2   | Vlag van Joegoslavië (1943-1992) | Rode Ster Belgrado | 98-90, 100-83 | 198-173 | |
|         |                             | F     | Vlag van Italië | Ignis Varese | 66-71 | | |
| 1976/77 | FIBA European Champions Cup |       | | | | | |